# Phòng hút thuốc

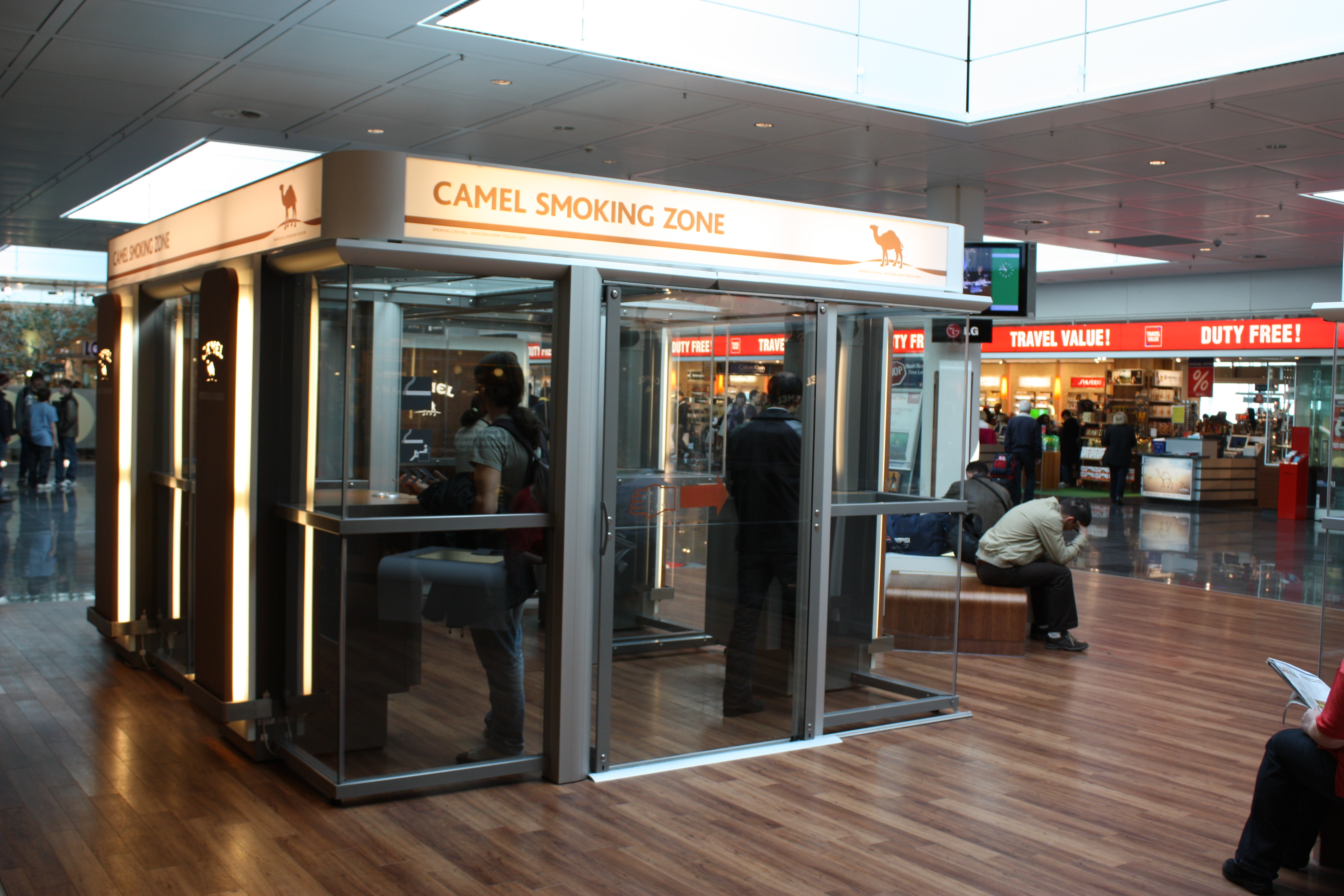
Một phòng hút thuốc trong sân bay ở Đức

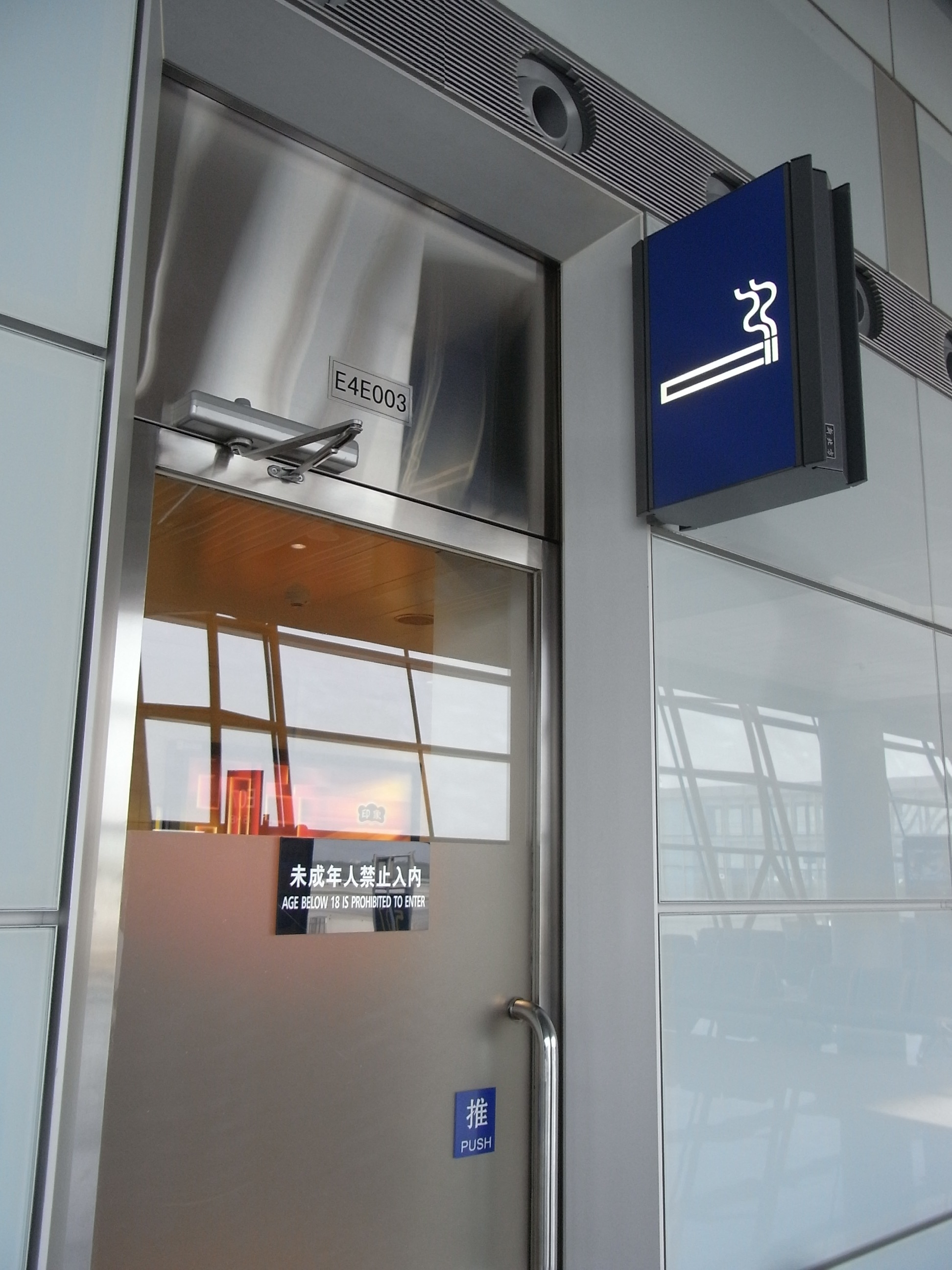
Một căn phòng nhỏ cho khách có nhu cầu hút thuốc ở Bắc Kinh

Phòng hút thuốc hay phòng hút thuốc lá là một căn phòng trong những tòa nhà, khu vực công cộng được bố trí thiết kể để dành riêng cho những người có nhu cầu đến hút thuốc lá, thường trong các tòa nhà có quy định cấm hút thuốc. Phòng hút thuốc có thể được tìm thấy trong các công sở, văn phòng, tòa nhà công cộng như sân bay, nhà ga, bưu điện... Các phòng này được trang bị ghế, gạt tàn thuốc và thông gió, và thường là miễn phí để mọi người có thể ra vào và tự do hút thuốc. Phòng hút thuốc là mô hình ở các nước phương tây. và ở đó, phòng hút thuốc, điểm hút thuốc xuất hiện ở nhiều đường phố, nhà hàng, khách sạn.
Ở Việt Nam, việc áp dụng và xây dựng phòng hút thuốc lá ở những nơi công cộng đã bắt đầu được xúc tiến. và Chính quyền đang có hướng quy định các địa điểm công cộng cấm hút thuốc lá nhưng được phép có khu vực dành riêng cho người hút thuốc lá bao gồm cơ sở đào tạo nghề nghiệp, giáo dục trung học, cao đẳng, đại học và sau đại học; trụ sở cơ quan tổ chức; trên các phương tiện giao thông công cộng đường sắt, đường thủy, đường biển..., Các cơ sở kinh doanh buôn bán thuốc lá phải xây dựng phòng hút thuốc lá.